# Église de l'Immaculée-Conception de La Baume
L'église de l'Immaculée-Conception de La Baume, est un édifice religieux catholique, situé dans le département de la Haute-Savoie, sur la commune de La Baume.

## Historique
Durant le Moyen Âge, la paroisse de La Baume appartient à la seigneurie des Allinges, contrairement à la moitié des autres communes actuelles des alentours de l'abbaye d'Aulps. Il faut attendre la fin du XIVe siècle pour que l’abbaye obtienne les droits sur la paroisse.
La Baume devient paroisse indépendante du Biot en 1852, notamment en raison de l'action du révérend Nicolas Cathand, premier curé. Une plaque commémorative à son nom est située sur le côté de l'entrée de l'église.

## Description
La nouvelle église est réalisée dans un style néo-classique,.
Le bâtiment est organisé autour de trois nefs. Il est associé à un clocher à bulbe. L'édifice originel a été détruit lors d'un incendie, en 1941, et remplacé par une structure rectangulaire, jugée « sans grand caractère » par les auteurs du volume Histoire des communes savoyardes (1980). 
En 1991 , le clocher fut reconstruit tel qu’à l’origine. L’édifice fut également redécoré et il a retrouvé sa splendeur. 

### Mobilier
L'église possède une « Vierge à l'Enfant ». 
La partie instrumentale de l'orgue de tribune, de la fin du XIXe siècle, fait l'objet d'une protection au titre « objet ».
C’est grâce à une souscription paroissiale, organisée par le curé Cathand que celui-ci fut acquis. Il est situé sur la tribune l’orgue domine l’enceinte de l’église.
Il est situé sur la tribune l’orgue domine l’enceinte de l’église.
Si sa soufflerie est aujourd’hui électrique, le système manuel n’est pas condamné pour autant et la soufflerie peut être encore actionné à grand renfort d’huile de coude !
Avec ses sept jeux, c’est un orgue aux sonorités particulièrement charmantes que l’excellente acoustique de l’église restitue pleinement.
1872 : Construction par la Société antonyme pour la fabrication d’orgues et harmoniums. (Merklin Paris).
1941 : Réparation à la suite de l’incendie par les établissements Michel Merklin & Kuhn.
1985, 1er avril : Orgue classé au titre des Monuments Historiques (Rapport technique : P Gueritey). Cet ensemble instrumental fait partie des 6 orgues classés en Haute Savoie au titre des monuments historiques (Annecy, Rumilly, Sallanches, La Roche-sur-Foron, Morzine, La Baume).
2009 : Le dernière entretient connu pour un accord de trompettes.
2014 : Visite de JB Lemoine (Délégué orgues en France). Participation à la journée du patrimoine en septembre.